# Болдыревка (Воронежская область)
Бо́лдыревка — село в Острогожском районе Воронежской области.
Административный центр Болдыревского сельского поселения.

## Население
| 2000 | 2005 | 2010 |
| ---- | ---- | ---- |
| 552  | ↘472 | ↗496 |

## Улицы
| - ул. Воронежская, - ул. Давыдовская, - ул. Мостовая, - ул. Песковатка, | - ул. Подгорная, - ул. Садовая, - ул. Титчиха. |

## Инфраструктура
В селе действует общеобразовательная школа, в которой имеется музей.